# Пролетарский (Пролетарское сельское поселение)
Пролета́рский — хутор в Кореновском районе Краснодарского края.
Входит в состав Пролетарского сельского поселения.

## География
Хутор расположен по берегам реки Бейсужёк Левый, на расстоянии 8-12 км к западу от города Кореновск, административного центра района.

## Население
| 2002 | 2010  |
| ---- | ----- |
| 1560 | ↘1537 |

## Улицы
| - ул. Дружбы, - ул. Заречная, - ул. Кирпичная, - ул. Комсомольская, - ул. Ленина, - ул. Мира, - ул. Молодёжная, | - ул. Набережная, - ул. Новая, - ул. Огородняя, - ул. Полевая, - ул. Почтовая, - ул. Пролетарская, - ул. Садовая, | - ул. Северная, - ул. Советская, - ул. Степная, - ул. Уральская, - ул. Школьная, - ул. Шоссейная, - ул. Юбилейная. |